# Carlos Charme
Carlos Francisco Charme Fuentes (15 de marzo de 1978) es un abogado y político chileno. Desde el 3 de octubre de 2018 hasta el 28 de abril de 2022, se desempeñó como director nacional del Servicio Nacional para la Prevención y Rehabilitación del Consumo de Drogas y Alcohol (Senda).

## Familia y estudios
Hijo de Carlos Vicente Charme Silva y de Beatriz Margarita Fuentes Quezada, realizó sus estudios secundarios en el Colegio del Verbo Divino, de Santiago. Luego, cursó sus estudios superiores en la carrera de derecho en la Universidad de Los Andes.
Se encuentra casado con [[Rosario Martínez]], y es padre de [[cinco]] hijos. Aficionado al fútbol, es hincha del Club Deportivo Universidad Católica.

## Trayectoria política
En su trayectoria política, entre los años 2006 y 2010 trabajó como director jurídico de la Municipalidad de Puerto Varas y como administrador municipal de la misma institución.
De la misma manera, entre 2010 y 2014, ejerció como jefe de la División de Coordinación Nacional de la Subsecretaría de Prevención del Delito y jefe de gabinete del subsecretario respectivo, Cristóbal Lira, en el primer gobierno de Sebastián Piñera. Luego, fue jefe de gabinete de la Municipalidad de Lo Barnechea y director ejecutivo de «Lo Barnechea Seguridad».
Además, fungió como secretario ejecutivo de la Asociación de Municipalidades para la seguridad de la Zona Oriente de la Región Metropolitana de Santiago. Desde 2014 ha realizado diversas consultorías nacionales e internacionales en materia de seguridad.
También, fue parte de la Comisión de Seguridad que elaboró el programa político del candidato Sebastián Piñera en materia de seguridad pública, en donde se encontraban materias relativas a la prevención del consumo de alcohol y drogas. Todo lo anterior, de cara a la elección presidencial de 2017.
Luego de resultar electo, bajo el segundo gobierno de Sebastián Piñera, el 3 de octubre de 2018 y tras un proceso de Alta Dirección Pública, asumió como director nacional del Servicio Nacional para la Prevención y Rehabilitación del Consumo de Drogas y Alcohol (SENDA). También, se desempeñó como asesor del ministro del Interior y Seguridad Pública Rodrigo Delgado.
En octubre de 2021 fue renovado en su cargo, por un nuevo periodo de tres años, hasta fines de 2024. Sin embargo, en abril de 2022, se le solicitó su renuncia no voluntaria por parte del gobierno de Gabriel Boric.Asumió en su reemplazo, en calidad de subrogante, el abogado Roberto de Petris Mayol, quien se desempeñaba como jefe de la División Jurídica de Senda desde septiembre de 2020.